# Klaus Treuheit

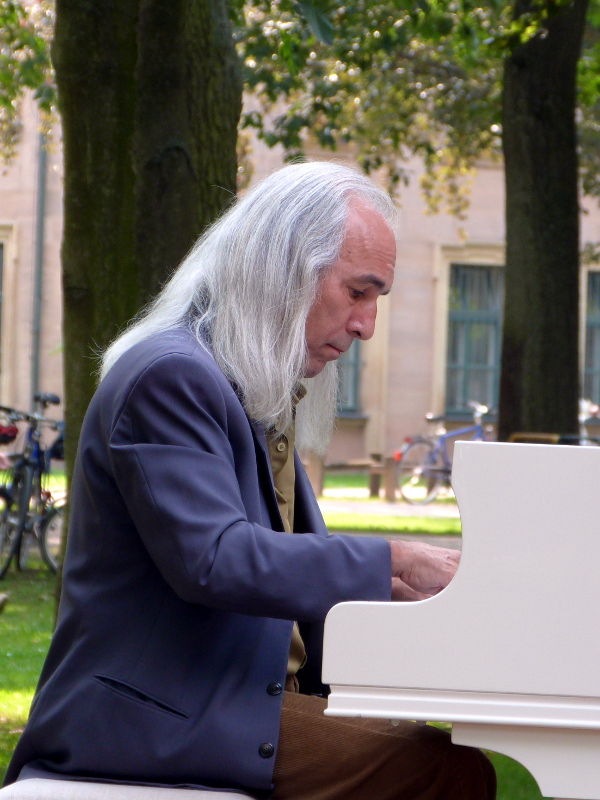
Klaus Treuheit 2013

Klaus Treuheit (* 1957 in Neustadt/Aisch) ist ein deutscher Pianist, Komponist und Improvisator.

## Leben und Wirken
Treuheit kam über die Plattensammlung seiner Eltern zum Jazz. Er trat Ende der 70er-Jahre zunächst im Jazzbereich in Erscheinung. 1987 besuchte er einen Meisterkurs bei Herbie Hancock und Tony Williams am Mozarteum Salzburg, 1992 eine Masterclass bei Barry Harris in New York und einen Interpretationskurs mit George Crumb an der Musikhochschule Wien 1994. Als Stipendiat arbeitete er in Berlin & Paris und promovierte 1984 zum Dr. phil. (mcl). Treuheit war Stipendiat des Istituto Italiano per gli Studi Filosofici, Neapel und besuchte dort verschiedene Seminare mit Remo Bodei (Ästhetik), Paul Ricœur (Hermeneutik) und Leo Löwenthal (Literatur) (1988, 1989, 1990).
Treuheit produzierte viele seiner Kompositionen für den Rundfunk (unter anderem für den Bayerischen Rundfunk und Radiotelevisione Italiana). Ausgehend vom Klavier entdeckte er später das Cembalo und zuletzt die Kirchenorgel für sich. Er veröffentlichte zahlreiche Tonträger sowohl als Solist als auch mit seinen Ensembles. Er komponierte Bühnen- und Filmmusik, so für Aki Kaurismäkis Das Mädchen aus der Streichholzfabrik (1990). 
Konzerte gab er in vielen Teilen der Erde, beispielsweise in Brasilien, Italien, Spanien, Frankreich und in den Vereinigten Staaten, besonders in New York City (zusammen mit Ed Ware und Hal Onserut).

### Auftritte
- New York (mit Ed Ware, Hal Onserut, Chris Kelsey, Blaise Siwula) u. a. Knitting Factory, Studioaufnahmen 1996
- Paris (Competition Martial Solal 1989)
- Bozen (Museum für Moderne Kunst 2005)
- Taormina (Prima Edizione 2000)
- Meran (mit Lou Grassi, 2007, Savina Yannatou, 2009)
- Krakau (SoloDuoTrio 1988)
- Berlin (Berlinale 1999)
- Köln (Loft 1996)
- Essen (Folkwang Hochschule 1987)
- Nürnberg (Jazz Ost-West 1988), K 4 (mit Lou Grassi, 2007)
- Dresden (FIM-Festival 2005),
- München (ZKMax, mit Yehlin Lee, 2005), Allerheiligen Hofkirche (mit Markus Stockhausen, 2010) / Sainkho Namtchylak, Signalraum (2012)
- Sao Paulo (mit Livio Tragtenberg)
- Fortaleza (Conservatorio, 2006, mit David Krebs und Jerônimo Neta)
- Tiflis (Residenz, Conservatoire 2009)
- Ruhr.2010 (Pauluskirche Dortmund und Kreuzkirche Marl mit Claudius Reimann, 2010)
- Livorno, Conservatorio, Masterclass "Prepared Piano", 2011

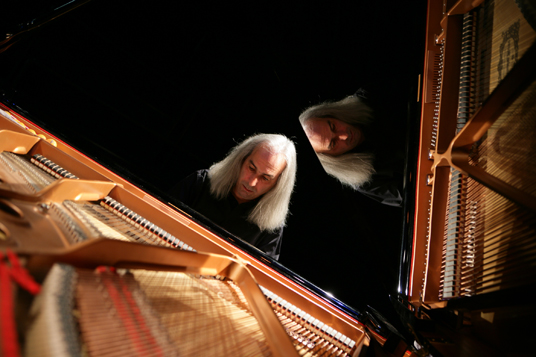
Klaus Treuheit 2013

## Diskografie (Auswahl)
- Prickly Tenacity (Klaus Treuheit Trio) feat. Lou Grassi, prepared piano/intensified harpsichord - reeds - percussion.
- Eine Beschreibung des Erinnerten (KTMP 5322), Klaus Treuheit: organ, Charlotte Walterspiel: viola, Gunter Pretzel - viola
- La Memoria Emergente (KTMP 5321), Klaus Treuheit: piano
- Processional (KTMP 5320), Klaus Treuheit: organ
- cielo catanese (KTMP 5319), Klaus Treuheit: cembalo/piano, Charlotte Walterspiel: viola, Gunter Pretzel - viola
- silenzio cristallo (KTMP 5318), Klaus Treuheit: piano, Charlotte Walterspiel: viola, Gunter Pretzel - viola
- Klaus Treuheit, Lou Grassi: Port of Call (NoBusiness Records 2017) (NoBusiness Records), Klaus Treuheit: piano, Lou Grassi: drums
- durezze & ligature (KTMP 5316), Klaus Treuheit: organ, Charlotte Walterspiel: viola, Gunter Pretzel - viola
- teretisma (KTMP 5314), Klaus Treuheit: organ
- Kaurismaetic (KTMP 5312), Klaus Treuheit: piano
- Stunning by Degrees (KTMP 5311), Gunter Pretzel: viola, Klaus Treuheit: intensified cembalo
- Molten Blue (KTMP 5309); Klaus Treuheit: organ, Gunter Pretzel: viola
- Beach Crossing (KTMP 5308); Klaus Treuheit: cembalo, organ, prepared piano
- Irmer Wissel Treuheit: Katachi (KTMP 5307); Klaus Treuheit: cembalo, prepared piano, Christoph Irmer: Violin, Georg Wissel: alto-, tenorsax, obone
- Klaus Treuheit Trio: Beyond (KTMP 5306); Klaus Treuheit: cembalo, prepared piano, Klaus Füger: double bass Walter Bittner: percussion
- Klaus Treuheit & Yehlin Lee: Madrigali dal 2°&3°libro (KTMP 2005); Klaus Treuheit: cembalo, Yehlin Lee: digital processing
- Investigation Routine (KTMP 2004); Christoph Irmer: violin, Peter Holtz: clarinet, Günther Pitscheider: double bass, Klaus Treuheit: piano, cembalo, prepared piano
- Inquisitorien (KTMP 9805); Klaus Treuheit: prepared piano
- Walter Bittner & Klaus Treuheit: Bar Piloto (KTMP 9706); Klaus Treuheit: piano Walter Bittner: drums
- Triptychon (LC 11469 – 2010); Klaus Treuheit: organ, Claudius Reimann: saxophone, bass clarinet
- Klaus Treuheit Trio: Nardis (Sonorama L&C 61 Berlin 2011); Reissue der Original-LP von 1986, Klaus Treuheit: piano, Hans-Günter Brodmann: drums, Christian Lachotta: bass
- Klaus Treuheit Trio: full house (KTMP9112) 2014 Reissue der CD von 1991, Klaus Treuheit: piano, Oliver Vowinckel: drums, Johannes Fink: bass